# Castello di Madregolo
Il castello di Madregolo era un maniero medievale, che sorgeva a Madregolo, frazione di Collecchio, in provincia di Parma.

## Storia
L'edificio fortificato fu costruito in epoca medievale; le più antiche testimonianze della sua esistenza risalgono al 1081, quando l'imperatore del Sacro Romano Impero Enrico IV di Franconia donò il fortilizio e le terre circostanti al capitolo della Cattedrale di Parma.
Il 26 maggio 1111, come indicato in un atto ritenuto di dubbia autenticità, l'imperatore Enrico V di Franconia avrebbe confermato ai canonici del capitolo il possesso di numerosi castelli, tra cui Madregolo.
Verso la fine del XIV secolo la diocesi assegnò ad Antonio Biancardo o a suo figlio Ugolotto il maniero. Nel 1404 i Rossi assaltarono il castello, espugnandolo, ma pochi giorni dopo, in seguito alla conquista del castello di Felino da parte di Ottobuono de' Terzi, il Biancardo rientrò in possesso del forte, ove morì nel 1408.
Nel 1409, approfittando della morte di Ottobuono, il marchese di Ferrara Niccolò III d'Este occupò il castello e lo assegnò ai conti Sanvitale, trovando tuttavia l'opposizione dei Terzi. Nel 1420 Niccolò III cedette in cambio di Reggio Parma e il suo territorio al duca di Milano Filippo Maria Visconti, al quale Niccolò de' Terzi, il Guerriero, e suo fratello Giorgio richiesero la restituzione di vari feudi in precedenza appartenuti alla loro famiglia; il 3 aprile 1421 il Duca, ostile ai Sanvitale, ordinò al podestà di Parma di occupare il loro castello di Madregolo e concesse ai conti Giberto e Gianmartino quindici giorni per liberarlo da tutti i loro beni, per poi ordinare il 25 aprile la completa demolizione dell'edificio.
Il maniero fu in seguito raffigurato nella Pianta della città di Parma e del suo territorio del 1462, ma si ignora se fosse nel frattempo stato riedificato o se non fosse fino ad allora stato abbattuto.

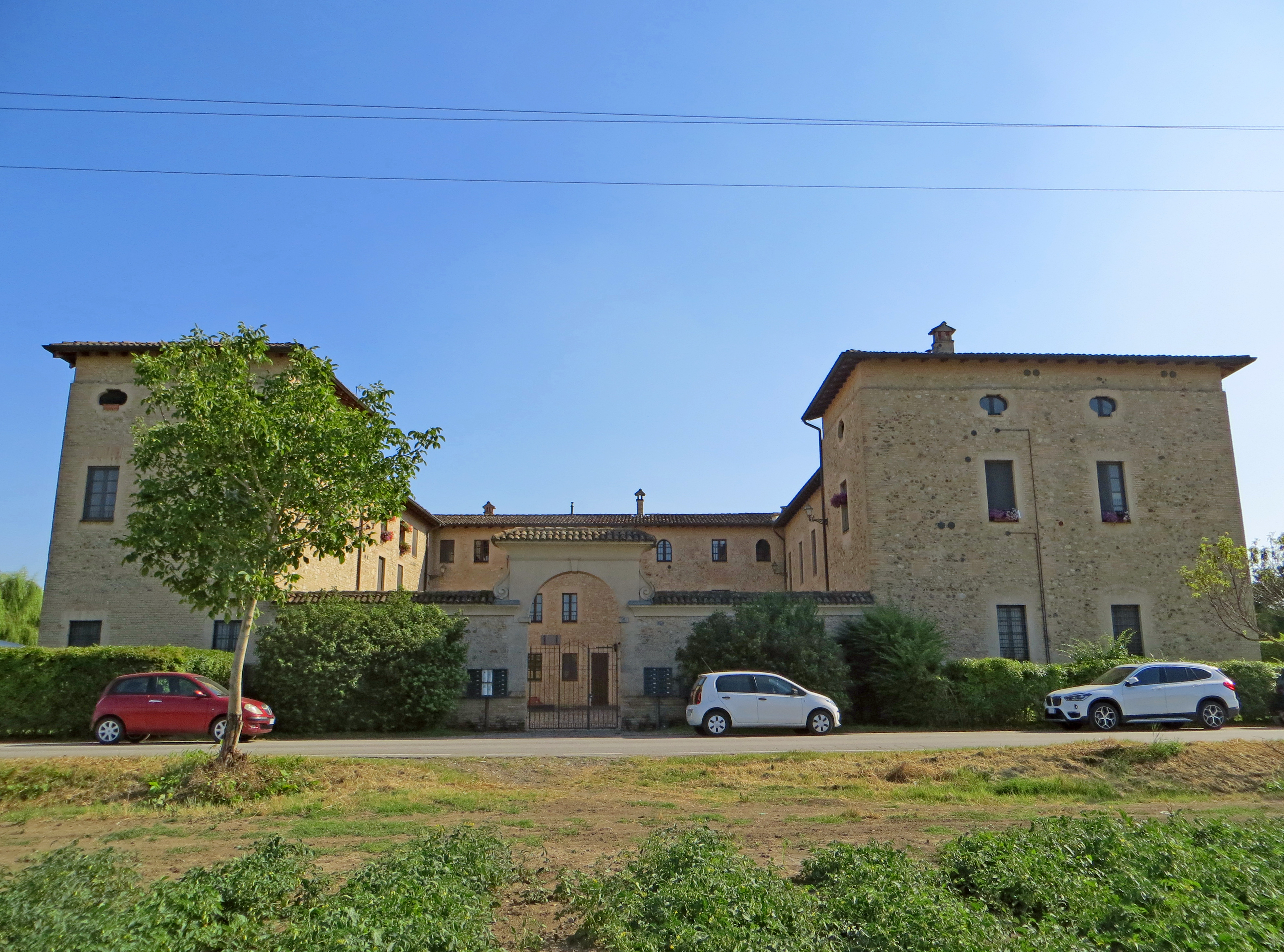
Corte dei Torrioni

Non sono note le vicende successive riguardanti il castello. Secondo alcuni studiosi, il castello sopravvisse e corrisponderebbe alla corte dei Torrioni, già dei Coperchini; secondo altri, la corte sorgerebbe sulle rovine del maniero, di cui conserverebbe solo i sotterranei. Tuttavia tali ipotesi sono smentite dal progetto di costruzione del ponte sul Taro redatto nel 1805 dall'architetto Fortunato Canali, che vi riportò che il castello di Madregolo, collocato all'interno dell'alveo del Taro, già all'epoca era andato completamente distrutto.

## Descrizione
Originariamente situato sulla riva destra del Taro, il castello, in base alla raffigurazione apparsa nella Pianta della città di Parma e del suo territorio del 1464, era costituito da un torrione merlato elevato su due piani, con feritoie al piano terra.

### Esplicative
1. ↑  "[...] fa fede tra li molti altri fabbricati ivi corrosi, l'antico e robusto castello di Madregolo due miglia circa sopra la Romea ora assorbito dal Taro, di cui non rimangono che le vestigia in mezzo all'alveo". Vedi Calidoni et al., p. 67.

### Bibliografiche
1. 1 2 3 4 5 6 7 8  Calidoni et al., p. 67.
2. 1 2 3 4 5 6 7 8  Capacchi, p. 328.
3. ↑  Affò, pp. 334-335.
4. ↑  Affò, p. 343.
5. ↑  Pezzana, p. 67.
6. ↑  Pezzana, p. 101.
7. ↑  Pezzana, p. 129.
8. ↑  Pezzana, p. 132.
9. ↑  Pezzana, pp. 194-195.
10. ↑  Capacchi, pp. 328-329.